# Peter Godman
Peter James Godman (* 15. Februar 1955 in Auckland; † 4. November 2018 in Cambridge) war ein neuseeländischer Mittellateinischer Philologe und Historiker.

## Leben und Werk
Nach dem Besuch der Auckland Grammar School studierte Godman ab 1973 an der University of Cambridge, ab 1977 arbeitete er an einer Promotion, die er 1980 an der University of Oxford abschloss. Von 1979 bis 1989 dozierte er als Lecturer in English Language and Literature in Oxford, wo er 1980 zum Fellow des Pembroke College gewählt wurde. Nach zahlreichen Visiting Fellowships wurde er 1989 Professor für mittellateinische Philologie am Deutschen Seminar der Eberhard Karls Universität Tübingen. Dort war er am DFG-Graduiertenkolleg 258  Ars und Scientia im Mittelalter und in der frühen Neuzeit beteiligt. Im Jahr 2002 erhielt er sowohl einen Ruf an die LMU München als auch an die Universität La Sapienza. Letzteren nahm er an und wechselte nach Rom. Er kehrte 2016 nach Cambridge zurück, wo er am Corpus Christi College assoziiert war.
Godman interessierte sich vor allem für den polemischen und politischen Kontext der Lateinischen Literatur, sei es im Zeitalter Karls des Großen, im 12. Jahrhundert oder in der Renaissance. Seine frühen Publikationen beschäftigen sich mit der bleibenden Lebendigkeit klassischer lateinischer Dichtung im 8. und 9. Jahrhundert (Alcuin. The Bishops, Kings, and Saints of York, 1982; Poetry of the Carolingian Renaissance, 1985; Poets and Emperors. Frankish Politics and Carolingian Poetry, 1987).
Godman wollte sich allerdings nie auf ein enges Spezialistentum beschränken. Nach 1990 weiteten sich seine Interessen in exponentieller Weise, indem er sich mit den großen lateinischen Humanisten des 12. und des 16. Jahrhunderts beschäftigte und Monographien zu sehr unterschiedlichen Feldern vorlegte. Er erhielt den Roland H. Bainton Prize for History 1998 für sein Buch From Poliziano to Machiavelli. Florentine Humanism in the High Renaissance (1998). Godman verfügte über ein großes Einfühlungsvermögen für die Schwierigkeiten von Gelehrten in einem Zeitalter politischer Extreme, das ihm half, deren rhetorische Manöver zu analysieren, die von Historikern ohne die nötigen Lateinkenntnisse oft übergangen wurden. Im Jahr 2000 erschien The Silent Masters. Latin Literature and Its Censors in the High Middle Ages, Godmans magnum opus über die literarische Kultur des 12. Jahrhunderts. Der Titel war in für Godman charakteristischer Weise provokativ, insofern die magistri, mit denen er sich beschäftigte, alles andere als schweigsam waren. Vielmehr ging es um hitzige Polemiken einer Schar wortgewandter und ehrgeiziger Gelehrter, die alle um die Aufmerksamkeit mächtiger Fürsten buhlten. Godmans Sympathie galt dem sehr weltlichen Interesse eines Bernardus Silvestris für die Natur und dem satirischen Witz eines Johannes de Hauvilla. Verdächtig waren ihm dagegen theologisch gesinnte Autoren wie Alanus ab Insulis, die ihre literarische Brillanz den Anforderungen der Orthodoxie unterordneten.
Die Öffnung des Historischen Archivs der Glaubenskongregation durch Kardinal Joseph Ratzinger im Jahr 1997 brachte eine neue Wende im Werk Godmans. Er übertrug sein Interesse an den polemischen Kontexten der Zensur nun auf die Zeit der Katholischen Reform und Gegenreformation im 16. Jahrhundert, konkret auf die Wirksamkeit von Robert Bellarmin in der Indexkongregation und der Römischen Inquisition (The Saint as Censor. Robert Bellarmine between Inquisition and Index, 2000). Statt einfacher historischer Polemik gegen die römische Zensur versuchte Godman am Beispiel Bellarmins nachzuzeichnen, wie schwierig oder sogar unmöglich es war, eine einigermaßen intellektuell kohärente Zensurpolitik zu entwickeln.
Aus den Vatikanischen Archiven schöpften auch zwei Werke in deutscher Sprache: Weltliteratur auf dem Index. Die geheimen Gutachten des Vatikan (2001) und Die geheime Inquisition. Aus den verbotenen Archiven des Vatikan (2002), die auch im Fernsehen ihren Niederschlag fanden. Zudem beschäftigte sich Godman mit den neu zugänglichen Akten aus dem Pontifikat Pius’ XI., insbesondere mit der Rolle seines Kardinalstaatssekretärs Eugenio Pacelli, dem späteren Papst Pius XII. Das Buch (Hitler and the Vatican, 2004) wurde in verschiedene Sprachen übersetzt und fand große Resonanz.
Godman kehrte danach auf sein Lieblingsgebiet, die humanistische lateinische Dichtung des 12. Jahrhunderts zurück. Sein Interesse am moralischen Problem der vorgetäuschten Reue brachte sein Werk Paradoxes of Conscience in the High Middle Ages. Abelard, Heloise, and the Archpoet (2009) hervor, in dem er Petrus Abaelard als geistreichen Kritiker der Heuchelei und Heloise als Moralistin ersten Ranges porträtierte. Er kontrastierte ihre Haltung mit der des Archipoeta, dessen literarische Brillanz ihn schon lange angezogen hatte. Aufgrund dieses Werkes erhielt Godman die Leverhulme Visiting Professorship in Cambridge für das akademische Jahr 2009–2010. In seiner letzten großen Monographie (The Archpoet and Medieval Culture, 2014) widmete Godman dem Archipoeta ein abgerundetes Porträt, das die Weltlichkeit dieses literarischen Genies herausstellte, mit der dieser den Geschmack seines geistlichen Patrons Rainald von Dassel zu treffen versuchte. Godman widmete das Buch den Monumenta Germaniae Historica, einer Institution, an der er immer gerne gearbeitet hatte.